# Sam & Max: Reality 2.0
Sam & Max: Reality 2.0 è il quinto episodio della prima serie di Sam & Max sviluppata dalla Telltale Games e pubblicato da GameTap.Nel 2020 è uscita la remastered del titolo, insieme all'intera stagione ad opera di Skunkape Games per Nintendo Switch e PC col nome di Sam & Max Save the World remastered.

## Trama
Internet sta ipnotizzando la città con un videogioco chiamato Reality 2.0, Sam e Max devono fermare Internet!
Sam e Max vanno da Sybil e vedono che è stata ipnotizzata da un visore Reality 2.0. Per fermarla prendono un cannone e con un colpo gli levano il visore che si rompe. Sybil dice che li ha presi da i COPS (S.B.I.RRI) e che stanno nel vecchio negozio di Lefty. Sam e Max provano il visore e si ritrovano in una realtà virtuale. Vanno nel negozio di Bosco e vedono che anche lui ha il visore. Allora decidono di usare una spada per fermarlo. Allora tornano dagli SBIRRI e usano il bug su Il Signore della Gravità e Sam raccoglie tre monete saltando in aria. Lo mettono sopra Curt e li fa dimagrire e Sam prende una moneta dietro lo stanzino di Sybil. Rimpiccioliscono mettendo il bug sopra il telefono Bob e prendono una moneta da Jimmy due Denti. Poi con la spada di Bosco gli tirano in capo la spada levandogli il visore. Gli prende il binocolo guarda la password di Bosco e gli offrono un milione di dollari per un'arma segreta che si rivela il "moccico di Bosco". Sam distrugge la Nonna antirviale e mette il virus nella cassetta postale. La grafica scompare e Internet perde il controllo: infatti aveva buone intenzioni ma perde il rispetto per gli esseri viventi e appena si spegnerà tutti quelli nel gioco moriranno con lei. Per fortuna Sam e Max ritrovano il rispetto per gli esseri viventi e Internet prima che muoia rivela un nome: Roy G. Biv però mentre c'è la domanda più importante si spegne. Sam e Max troveranno questo Roy G. Biv e lo fermeranno. La visuale si sposta in cielo: la faccia della luna sembra molto familiare è...

## Personaggi
- Sam
- Max
- Sybil
- Bosco
- Gli S.B.I.RRI (i COPS)
- Internet
- Nonna Antirviale
- Mago di Internet (che somiglia a Hugh Bliis)